# Авария MD-10 в Мемфисе
Авария MD-10 в Мемфисе — авиационная авария, произошедшая 18 декабря 2003 года. Грузовой самолёт McDonnell Douglas MD-10-10F авиакомпании FedEx выполнял плановый внутренний рейс FDX647 по маршруту Окленд—Мемфис, но во время посадки в пункте назначения рухнул на землю в стороне от взлётной полосы аэропорта Мемфиса. Из находившихся на его борту 7 человек (5 пассажиров и 2 пилота) 2 человека получили лёгкие ранения, обошлось без жертв.

## Самолёт
McDonnell Douglas DC-10-10 (регистрационный номер N364FE, заводской 46600, серийный 004 — 4-й по счёту DC-10) был выпущен в 1971 году (первый полёт совершил 18 января). 25 мая того же года был передан авиакомпании United Airlines (борт N1801U). 2 июля 1998 года был куплен авиакомпанией FedEx, в которой получил б/н N364FE и имя Amber и был переделан из пассажирского в грузовой и модифицирован до модели MD-10-10F. Оснащён тремя турбовентиляторными двигателями General Electric CF6-6D. На день аварии совершил 26 163 цикла «взлёт-посадка» и налетал 65 375 часов.

## Экипаж
- Командир воздушного судна (КВС) — 59 лет, очень опытный пилот, в авиакомпании FedEx проработал 14 лет и 4 месяца (с 7 августа 1989 года). Ранее работал в авиакомпании Flying Tiger Line. Управлял самолётом Cessna 500. В должности командира McDonnell Douglas MD-10 — с 21 сентября 1996 года. Налетал свыше 21 000 часов, 2602 из них на MD-10.
- Второй пилот — 44 года, очень опытный пилот, в авиакомпании FedEx проработал 7 лет и 10 месяцев (с 21 февраля 1996 года). Ранее работал в авиакомпании Mesaba Airlines. Управлял самолётами DHC-8 и Fokker F-27. В должности второго пилота McDonnell Douglas MD-10 — с 10 февраля 2003 года. Налетал свыше 15 000 часов, 1918 из них на MD-10.

## Хронология событий
Рейс FDX647 должен был вылететь из Окленда в 08:10 CST, но из-за небольшой задержки (проблемы с сортировкой посылок) он вылетел в 08:32. На его борту помимо двух членов экипажа находились 5 пассажиров; все они были пилотами авиакомпании FedEx. Вылет рейса 647 из Окленда и полёт до Мемфиса прошли без отклонений.
В 12:26 CST рейс FDX647 приземлился на взлётную полосу №36R аэропорта Мемфиса и почти сразу же у самолёта сломалась правая стойка шасси, он накренился вправо и загорелся. Пожар был локализован через несколько минут, у самолёта полностью выгорел весь фюзеляж по правому борту (кроме хвостовой части; также в носовой части образовалась дыра) вместе с правым крылом и двигателем №2. Все 7 человек на его борту выжили, но при эвакуации из горящего самолёта через правое окно кабины пилотов лёгкие травмы получили 1 член экипажа (второй пилот) и 1 из 5 пилотов-пассажиров.

## Расследование
Расследование причин аварии рейса FDX647 проводил Национальный совет по безопасности на транспорте (NTSB).
Окончательный отчёт расследования был опубликован 17 мая 2005 года.
Согласно отчёту, во время посадки в Мемфисе рейс FDX647 столкнулся с боковым ветром, но при этом погодные условия аэропорта Мемфиса не могли привести к аварии. Причиной аварии же стали ошибки экипажа — перед посадкой второй пилот не выровнял самолёт и не замедлил его, из-за чего рейс 647 слишком жёстко сел на взлётную полосу. Во время касания ВПП из-за бокового ветра правое крыло опустилось вниз примерно на 6° и из-за этого правая стойка шасси испытала перегрузки, превышающие норму, и сломалась.
Следователи NTSB обвинили командира рейса 647 в том, что он не проверял работу второго пилота.